# 綾里村 (岐阜県)
綾里村（あやさとむら）は、かつて岐阜県不破郡に存在した村である。
現在の大垣市南西部、大垣市綾野、大垣市野口に該当する。杭瀬川と相川に挟まれた地域である。
村域の南部（野口）は、かつては養老郡に属していた。

## 沿革
- 1897年（明治30年）4月1日 - 不破郡綾野村と養老郡野口村が合併し、綾里村が発足。
- 1947年（昭和22年）10月1日 - 大垣市へ編入される。

## 学校
- 綾里村立綾里小学校（現・大垣市立綾里小学校）
- 大垣市立西中学校綾里分校
大垣市との合併が決まっていたこともあり、当初から綾里村独自の中学校は設置されなかった。

## 寺院
- 宝光院